# Caryocolum leucomelanella
Caryocolum leucomelanella — вид лускокрилих комах з родини виїмчастокрилі молі (Gelechiidae).

## Поширення
Вид трапляється в більшій частині Європи, за винятком Ірландії, Великої Британії, Бенілюксу, Португалії, Фенноскандії та Балтійського регіону. Також поширений в Північній Азії: Уральські гори і Сибір.

## Опис
Довжина передніх крил 3,5-5 мм у самців і 4-5,5 мм у самиць.

## Спосіб життя
Личинки харчуються на Petrorhagia saxifraga, Dianthus carthusianorum, Dianthus sylvestris і, можливо, Dianthus gratianopolitanus та Dianthus seguieri. Заляльковування відбувається в коконі на землі в кінці квітня. Личинки можна знайти з початку травня до червня.